# Eriocrania alpinella
Eriocrania alpinella is een vlinder uit de familie purpermotten (Eriocraniidae). De wetenschappelijke naam is voor het eerst geldig gepubliceerd in 1958 door Burmann.
De soort komt voor in Europa.